# John Adey Repton
John Adey Repton (1775-1860) est un architecte anglais.

## Biographie
John Repton est le fils de Humphry Repton, né à Norwich, Norfolk, le 29 mars 1775, et fait ses études au lycée d'Aylsham et plus tard dans un bureau d'architecte de Norwich. De 1796 à 1800, il est l'assistant de John Nash de Carlton House, le grand architecte londonien, puis il rejoint son père à Hare Street près de Romford, Essex, préparant des conceptions architecturales en complément de jardins paysagers .
En 1822, John Repton part à l'étranger et est consulté professionnellement à Utrecht et à Francfort-sur-l'Oder. Par la suite, il restaure le siège du comte De La Warr à Buckhurst Park, près de Royal Tunbridge Wells. Avant 1835, lorsqu'il envoie des projets pour les nouvelles Chambres du Parlement, il se retire à Springfield près de Chelmsford ; et travaille comme architecte sur l'église de Springfield en 1843. Il est élu FSA en 1803 et contribue fréquemment à Archæologia. Les deux dernières de ces communications traitent de la coiffure masculine et féminine en Angleterre de 1500 à 1700. Un autre article curieux, « sur la barbe et la moustache, principalement du XVIe au XVIIIe siècle », qui est lu devant la Society of Antiquaries, mais non publié, est imprimé aux frais de Repton en 1839 (Londres, 8vo). En 1820, il montre son talent d'antiquaire dans la production d'un « roman à l'ancienne », intitulé A trewe Hystorie of the Prince Radapanthus, dont il imprime quatre-vingts exemplaires en très petit format. Son nom ne figure pas sur la page de titre, mais peut être épelé à partir des lettres initiales en tournant les pages. De nombreux articles de lui paraissent dans The Gentleman's Magazine de 1795 et dans le British Archæological Association's Journal (cf. xvii. 175-80). En 1816, il contribue une série de dessins de la Cathédrale de Norwich à John Britton 's Cathedral Antiquities of Great Britain . Il est sourd depuis l'enfance et meurt célibataire à Springfield le 26 novembre 1860 .